# Кван, Кевин
Кевин Кван (род. 8 ноября 1973, Сингапур) — американский писатель сингапурского происхождения и автор сатирических романов «Безумно богатые азиаты», «Богатая китайская подруга» и «Проблемы богатых людей». Его последняя книга «Секс и тщеславие» вышла в июне 2020 года.
В 2014 году Кван был назван одним из «пяти писателей, за которыми стоит следить» в списке самых влиятельных авторов Голливуда, опубликованном The Hollywood Reporter. В 2018 году Кван вошёл в список 100 самых влиятельных людей по версии журнала Time и был введён в Зал азиатской славы.

## Биография
Кевин Кван родился в Сингапуре и был младшим из трёх сыновей в солидной сингапурской семье китайского происхождения. Его прадед, О Сиан Гуан, был директором-основателем старейшего банка Сингапура, Oversea-Chinese Banking Corporation. Его дед по отцовской линии, сэр Артур Кван Па Чиен, доктор медицинских наук, был офтальмологом, он стал первым в Сингапуре специалистом, получившим образование на Западе, и был посвящён в рыцари королевой Елизаветой II за свою благотворительную деятельность.
Жена сэра Артура, бабушка Квана по отцовской линии, Иган О, леди Кван, была известной знатной дамой, которая после замужества стала светской львицей. Дед Квана по материнской линии, преподобный Пол Ханг Синг Хон, основал методистскую церковь Хинхва. Кван также связан с американской актрисой Нэнси Кван, уроженкой Гонконга, и бывшим министром финансов Сингапура Ричардом Ху, который приходился двоюродным братом его отцу.
Находясь в Сингапуре, Кван учился в Англо-китайской школе и жил со своими бабушкой и дедушкой по отцовской линии. Отец и мать Квана, инженер и пианистка соответственно, перевезли семью в Соединённые Штаты, когда Квану было 11 лет. Семья переехала в Клир-Лейк, штат Техас, и Кван учился в средней школе Клир-Лейк, которую окончил в возрасте 16 лет.
Он учился в Университете Хьюстон-Клир-Лейк, где получил степень бакалавра в области медиа-исследований, после чего переехал в Манхэттен, чтобы поступить в Школу дизайна Парсонса, для получения степени бакалавра искусств в области фотографии. В Нью-Йорке Кван работал в журналах Interview Magazine, Martha Stewart Living и дизайнерской фирме Тибора Кальмана M&Co. В 2000 году Кван основал собственную творческую студию, клиентами которой стали Ted.com, Музей современного искусства и The New York Times.
22 августа 2018 года Министерство обороны Сингапура заявило, что Кван разыскивается в Сингапуре за неисполнение обязательств по национальной службе. Министерство обороны заявило, что Кван не смог зарегистрироваться на национальную службу в 1990 году и не имел действующего разрешения на выезд за границу, хотя он проживал за пределами Сингапура с 11 лет. В 1994 году его заявление и последующая апелляция об отказе от сингапурского гражданства без прохождения национальной службы были отклонены. Согласно Закону о призыве на военную службу Кван подлежит штрафу в размере до 10 000 долларов США.

## Карьера
Кван редактировал книгу «Я был Кубой» (с фотографиями, собранными Рамиро А. Фернандесом и опубликованными в 2007 году) и стал соавтором книги «Удача: главное руководство» с Деборой Ааронсон (опубликованной в 2008 году).
[Кевин] Кван знает, что маленькие, глупые стороны 

человеческого бытия — наши самые слабые места. 

И в этой мягкости мы находим нашу самую глубокую 

человечность… Кван не стремится сделать азиатов 

крутыми; он сосредоточен на том,чтобы сделать наши 

истории целостными. То, чем мы гордимся, то, что 

пытаемся скрыть, огромное сердце, которое бьётся 

под всем этим.
Кван вдохновился на написание «Безумно богатых азиатов» в 2009 году, когда ухаживал за своим отцом, который умирал от рака. Кван и его отец вспоминали свою жизнь в Сингапуре, пока ехали на приём к врачу и обратно, и Кван начал писать истории, чтобы запечатлеть эти воспоминания. Кван заявил, что одной из его целей было продемонстрировать «образованные семьи со стилем и вкусом, которые спокойно жили своей жизнью на протяжении поколений», что выходило за рамки типичного современного освещения Азии, ориентированного на демонстративное потребление. Друзья также убеждали его записать свои воспоминания на бумаге. Переезд в Соединённые Штаты вестернизировал его взгляд на Азию, и он сравнивает себя с «иностранцем, заглядывающим внутрь», описывая свою жизнь в Сингапуре.

### «Безумно богатые азиаты»
Кван опубликовал «Безумно богатые азиаты» в 2013 году. Книга была вдохновлена его детством в Сингапуре; вторая глава, более конкретно, была разработана на основе стихотворения, написанного им много лет назад, под названием «Изучение Библии в Сингапуре». Кван написал стихотворение, в котором обучение в группе творческого письма в колледже описывается как «повод посплетничать и похвастаться новыми украшениями». Превратив эту сцену в главу романа, он вдохновился завершить всю историю.
Роман был описан как «обширная пародия на несколько поколений, в центре которой находится клан сингапурцев, различные фракции которого собираются из своих логовищ по всему миру на свадьбу, которая является самым обсуждаемым событием года среди международной китайской аристократии». После публикации он получил положительные отзывы, стал национальным и международным бестселлером и был переведён более чем на 30 языков. В 2013 году продюсер «Голодных игр» Нина Джейкобсон получила права на экранизацию фильма «Безумно богатые азиаты». Фильм вышел в прокат в США 15 августа 2018 года. Кван продал права на фильм всего за 1 доллар и был исполнительным продюсером фильма с почти полным творческим контролем, что являлось одним из условий продажи прав.

### «Богатая китайская подруга»
Кван опубликовал первое продолжение книги «Безумно богатые азиаты» под названием «Богатая китайская подруга» в июне 2015 года. Как и «Безумно богатые азиаты», «Богатая китайская подруга» стала международным бестселлером. 15 августа 2018 года сообщалось, что ещё до выхода экранизации своего первого романа Квану уже было поручено разработать фильм по сиквелу «Богатая девушка из Китая». 29 апреля 2019 года канал CNBC сообщил о съёмках подряд двух сиквелов фильма «Безумно богатые азиаты», съёмки которых запланированы на 2020 год. По состоянию на апрель 2019 года «Богатая китайская подруга» находится в стадии подготовки к производству.

### «Проблемы богатых людей»
Третья и последняя часть трилогии «Безумно богатые» Квана под названием «Проблемы богатых людей» была выпущена в мае 2017 года. 29 апреля 2019 года канал CNBC сообщил о съёмках двух сиквелов фильма «Безумно богатые азиаты», съемки которых запланированы на 2020 год. «Проблемы богатых людей» по состоянию на апрель 2019 года находятся в стадии подготовки к производству.

### «Секс и тщеславие»
В июне 2020 года роман Квана «Секс и тщеславие» был опубликован и получил хорошие отзывы с упоминанием, что этот роман совсем не похож на «Безумно богатых азиатов». Сюжет имеет структуру, подобную роману Э. М. Форстера «Комната с видом», и главные персонажи имеют схожие имена. По состоянию на июль 2020 года Sony Pictures приобрела права на фильм, и проект находится в разработке.

### Другие проекты
В августе 2018 года Amazon Studios заказала новый драматический сериал у Квана и STX Entertainment. Действие безымянного сериала происходит в Гонконге и рассказывает о «самой влиятельной и могущественной семье» вместе с их бизнес-империей.